# Pugh Rogefeldt
Pugh Rogefeldt, de son vrai nom Anders Sture Torbjörn Rogefeldt (né le 2 mars 1947 à Västerås, Suède et mort le 1er mai 2023), est un auteur-compositeur, guitariste et chanteur suédois.

## Carrière
Pugh Rogefeldt (familièrement appelé « Pugh » tout court) fait son entrée sur la scène rock suédoise en 1968 avec le single Haru vart på cirkus, et atteint la consécration dès l'année suivante avec l'album Ja, dä ä dä!, très remarqué en Suède non seulement pour sa qualité et son originalité, mais aussi parce que c'est pratiquement la première fois qu'un artiste rock de ce pays choisit de chanter en suédois plutôt qu'en anglais. Ja, dä ä dä! comporte en particulier la mélodie folk-psychédélique Små lätta moln, restée une des créations les plus emblématiques de Rogefeldt. Font suite les 33 tours Pughish (1970) et Hollywood (1972). Musicalement, ces trois premiers albums se caractérisent par un climat psychédélique qui, sur des bases pop et blues, confine parfois à la musique expérimentale, tandis que les textes oscillent entre poésie hermétique et non-sens dadaïste.
Au milieu des années 1970, Pugh aborde un style plus rock, plus efficace sur scène, et dans ce but réunit autour de lui le groupe Rainrock qui tourne intensivement dans les années 1974 à 1977. Un témoignage de cette période est l'album live Ett steg till (1975), et aussi le single Dinga linga Lena (1974), chanson vite devenue un standard du rock suédois, reprise par plusieurs artistes et par Pugh lui-même en 2005 dans une nouvelle version sur l'album Opluggad Pugh.
Comme beaucoup de musiciens de sa génération, il s'oriente à la fin des années 1970 vers un style pop plus conventionnel, inauguré avec la chanson Nattmara (1978), n°1 en Suède, mais les albums qui suivent ont moins de succès et la popularité de Pugh décline au long des années 1980.
Au début des années 1990, il se joint au groupe Grymlings, et participe à deux albums très bien vendus, assez marqués par une inspiration country. Mais après 1992, il s'éloigne sept années durant de la scène musicale avant de refaire des concerts et de sortir quatre albums depuis 1999. 

## Discographie

### Albums
- 1969 – Ja, dä ä dä!
- 1970 – Pughish
- 1972 – Hollywood
- 1973 – Pugh on the Rocks
- 1974 – Bolla och Rulla
- 1975 – Ett steg till
- 1977 – Bamalama
- 1978 – Attityder
- 1981 – Het
- 1983 – Face
- 1985 – Hammarhjärta
- 1986 – Pugh Rogefeldt
- 1991 – Människors hantverk
- 1999 – Pugh Maraton
- 2005 – Opluggad Pugh
- 2008 – Vinn hjärta vinn

### Compilations
- 2003 – Pughs Bästa
- 2004 – Pugh Boxen
- 2005 – Klassiker
- 2012 – Dä va då dä - Pugh Rogefeldts bästa 1969–2012